# Pae (Tallinn)

Pae est un quartier du district de  Lasnamäe à Tallinn en Estonie.

## Étymologie
Pae signifie calcaire en estonien. Le nom du quartier fait référence au fait qu'il soit situé sur un plateau calcaire, creusé au nord du quartier (route de Laagna). Dans le quartier voisin de Sikupilli se trouve le parc Pae, ancienne carrière de calcaire.

## Description
En 2019, Pae compte 13 333 habitants.
Sa superficie  est de 0,58 km2.
Les quartiers voisins sont Kurepõllu, Ülemiste, Laagna et Sikupilli.
Le quartier est limité par les rues Pae tänav, Võidujooksu tänav, Laagna tee, Paekaare tänav, Juhan Smuuli tee et Punane tänav.
Pae est quartier majoritairement résidentiel, bien que la rue Rouge (Punane tanav) au sud soit jonchée de commerces.

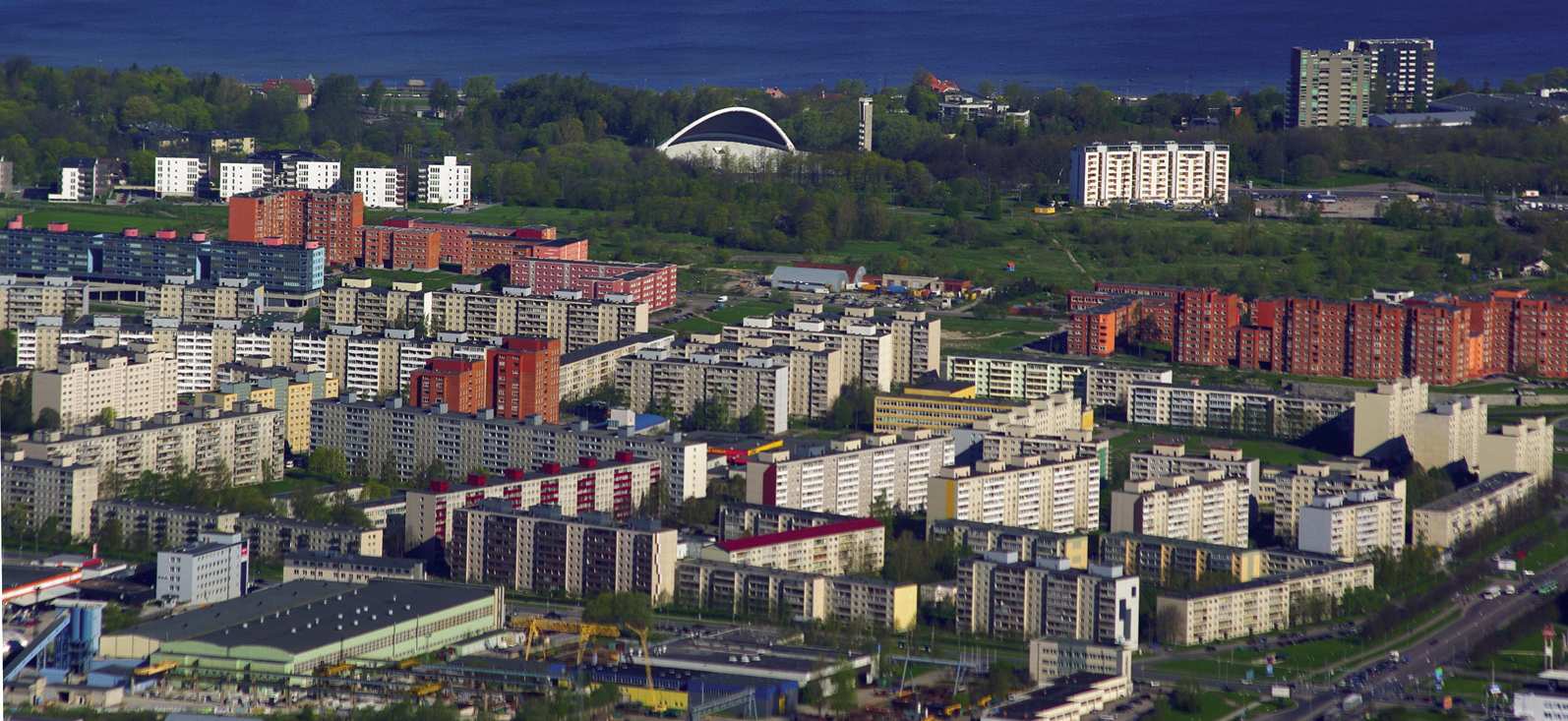
Vue aérienne de Pae.

## Population
| 2008   | 2010   | 2011   | 2012   | 2013   | 2014   |
| ------ | ------ | ------ | ------ | ------ | ------ |
| 14 043 | 14 058 | 14 002 | 13 771 | 13 815 | 13 918 |

| 2015   | 2016   | 2017   | 2018   | 2019   | 2020   |
| ------ | ------ | ------ | ------ | ------ | ------ |
| 13 869 | 13 875 | 13 807 | 13 808 | 13 333 | 13 263 |

| 2021   | 2022   | - | - | - | - |
| ------ | ------ | - | - | - | - |
| 13 155 | 12 991 | - | - | - | - |

## Transports
Les lignes de bus n° 7, 12, 13, 31, 35, 42, 49, 50, 58, 67 desservent le quartier.

## Galerie

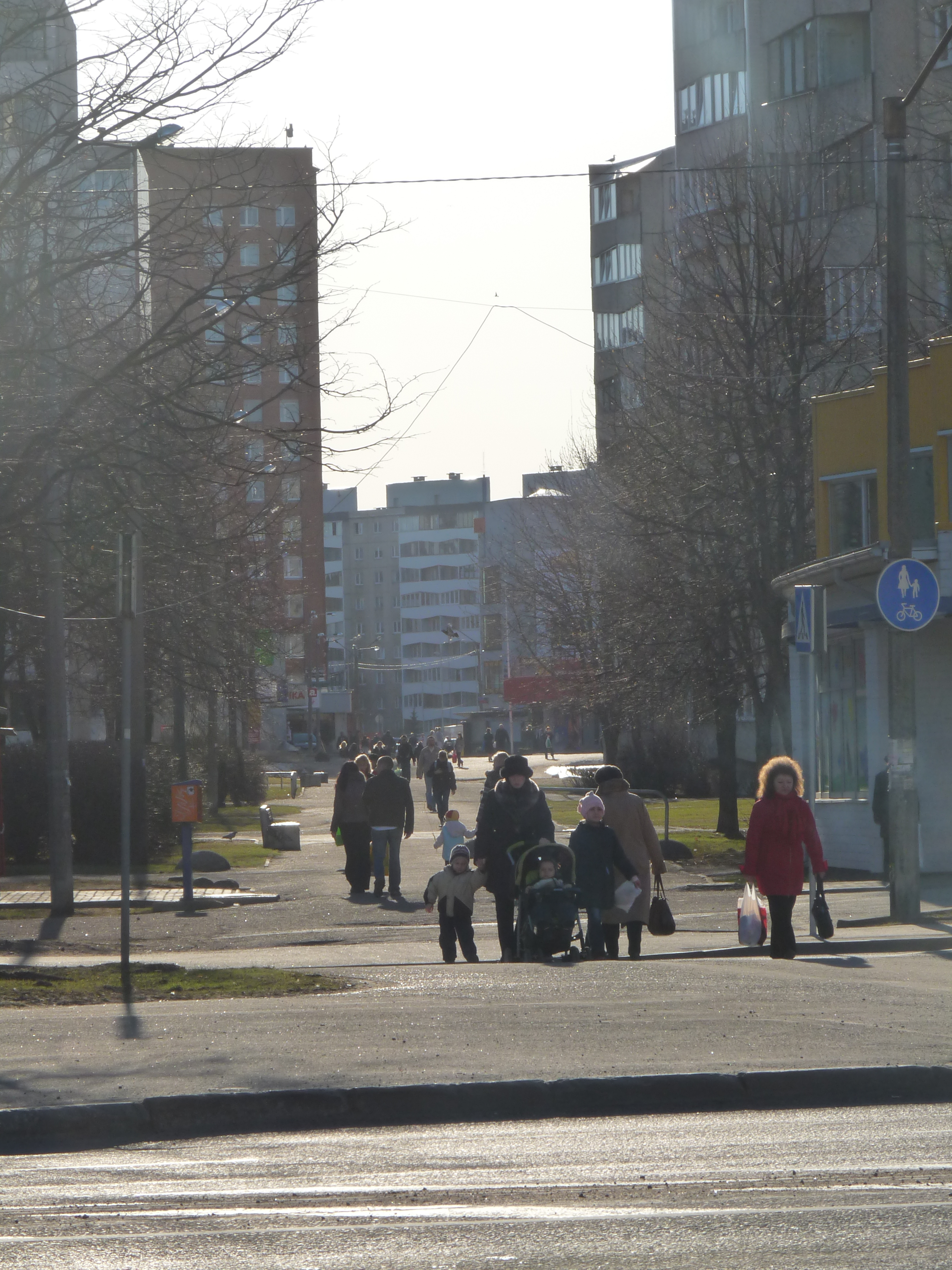
Rue piétonne.
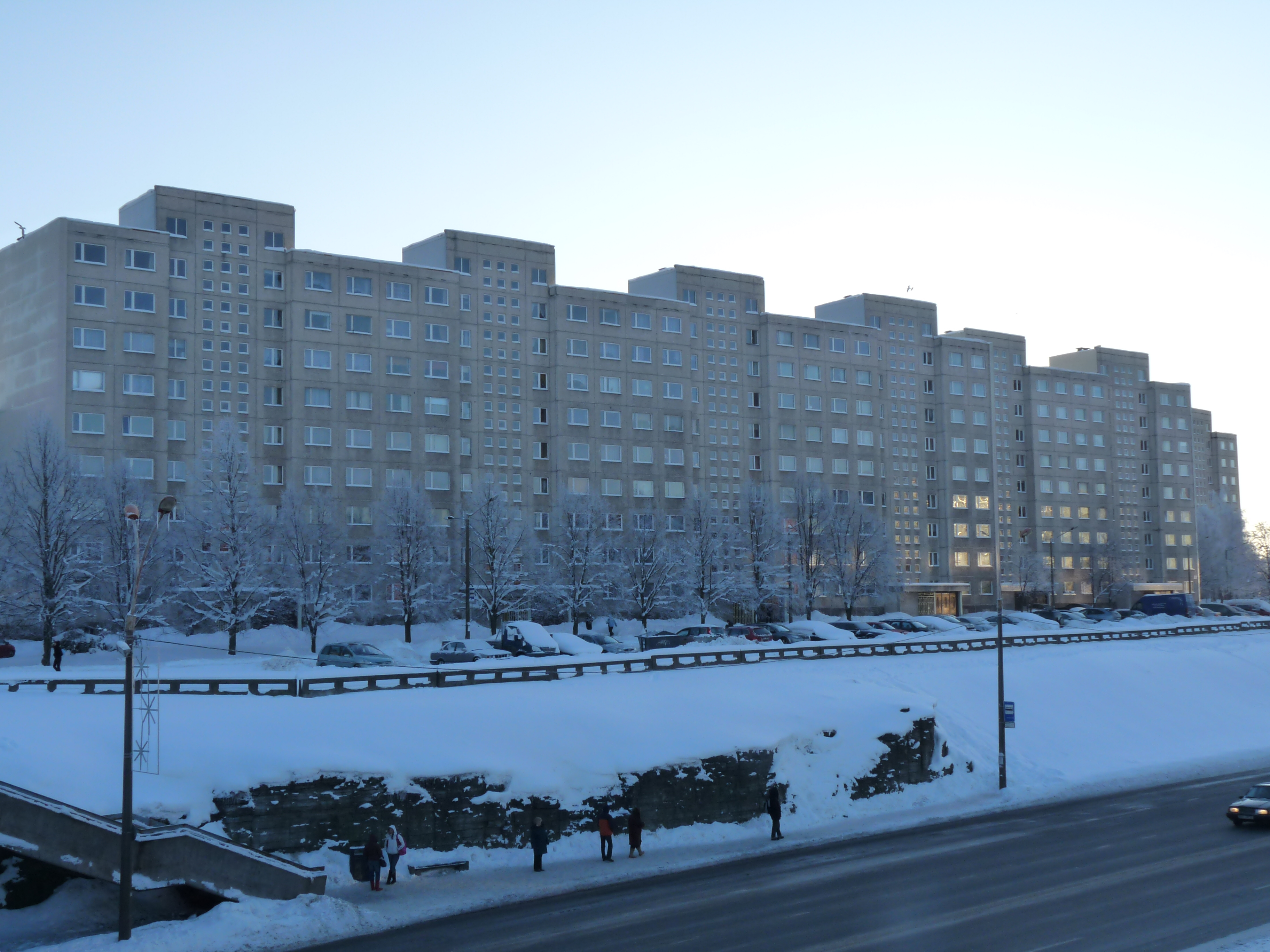
Paekaare tänav 16.
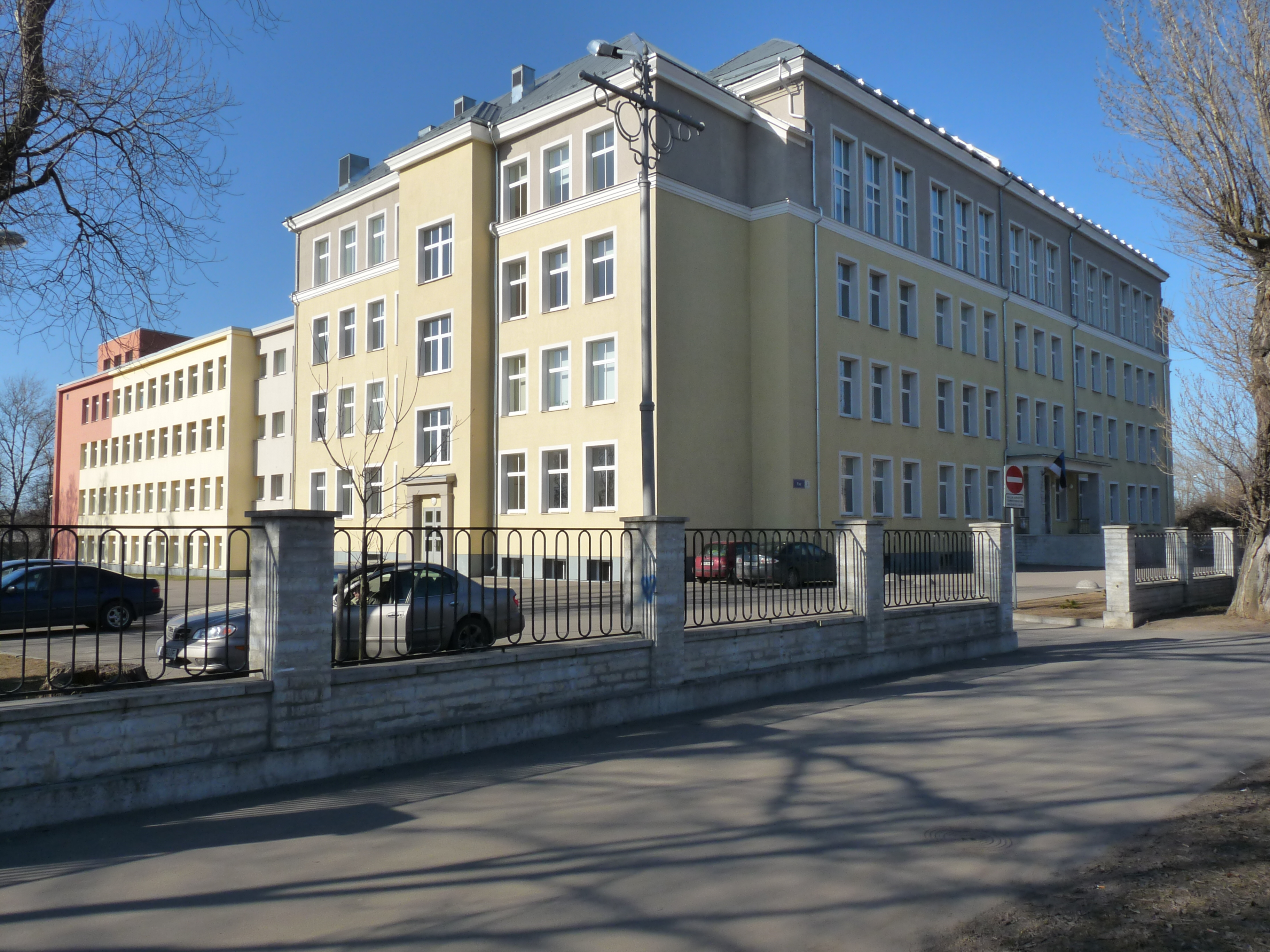
Lycée de Pae
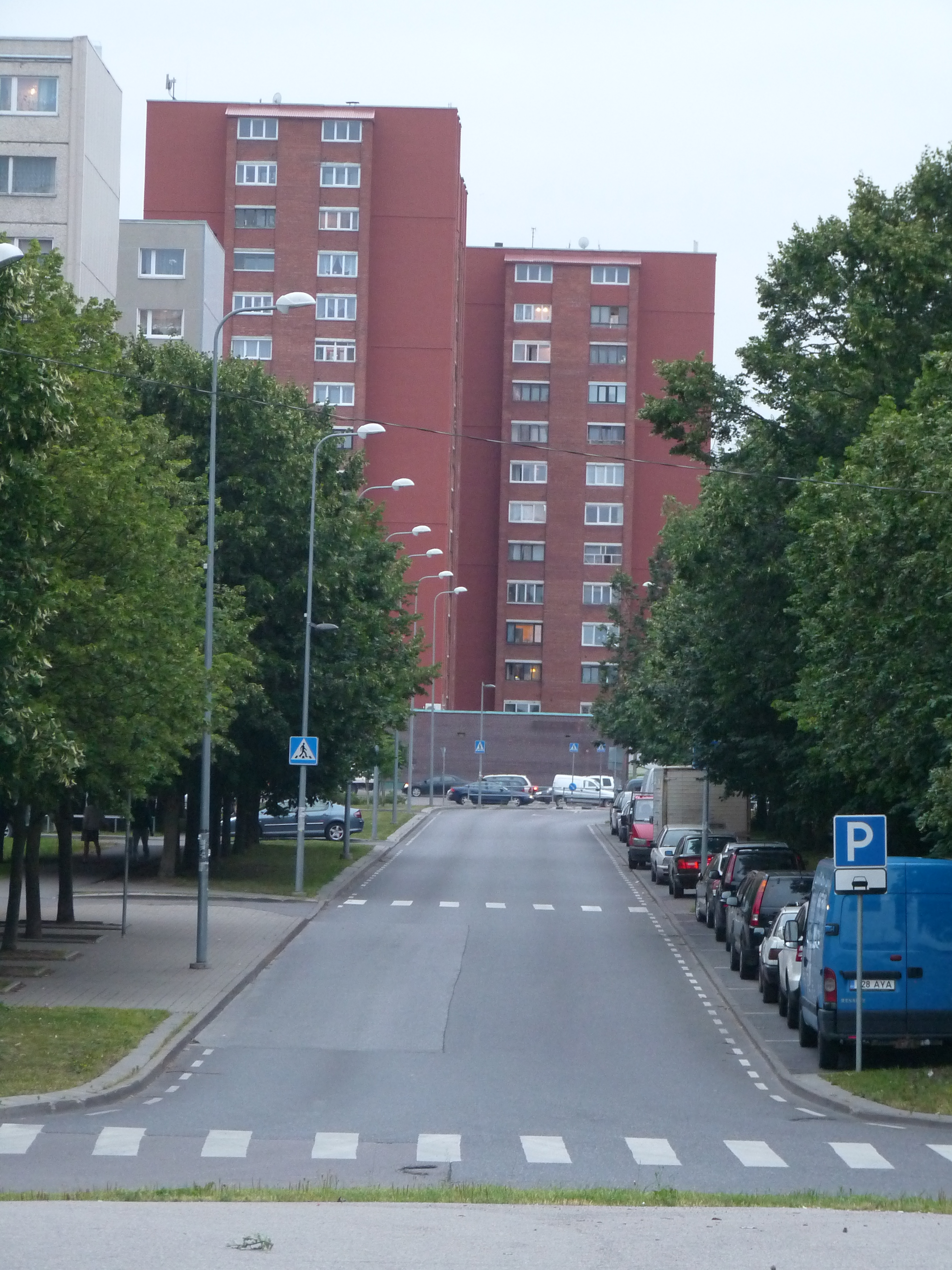
Rue Pae.
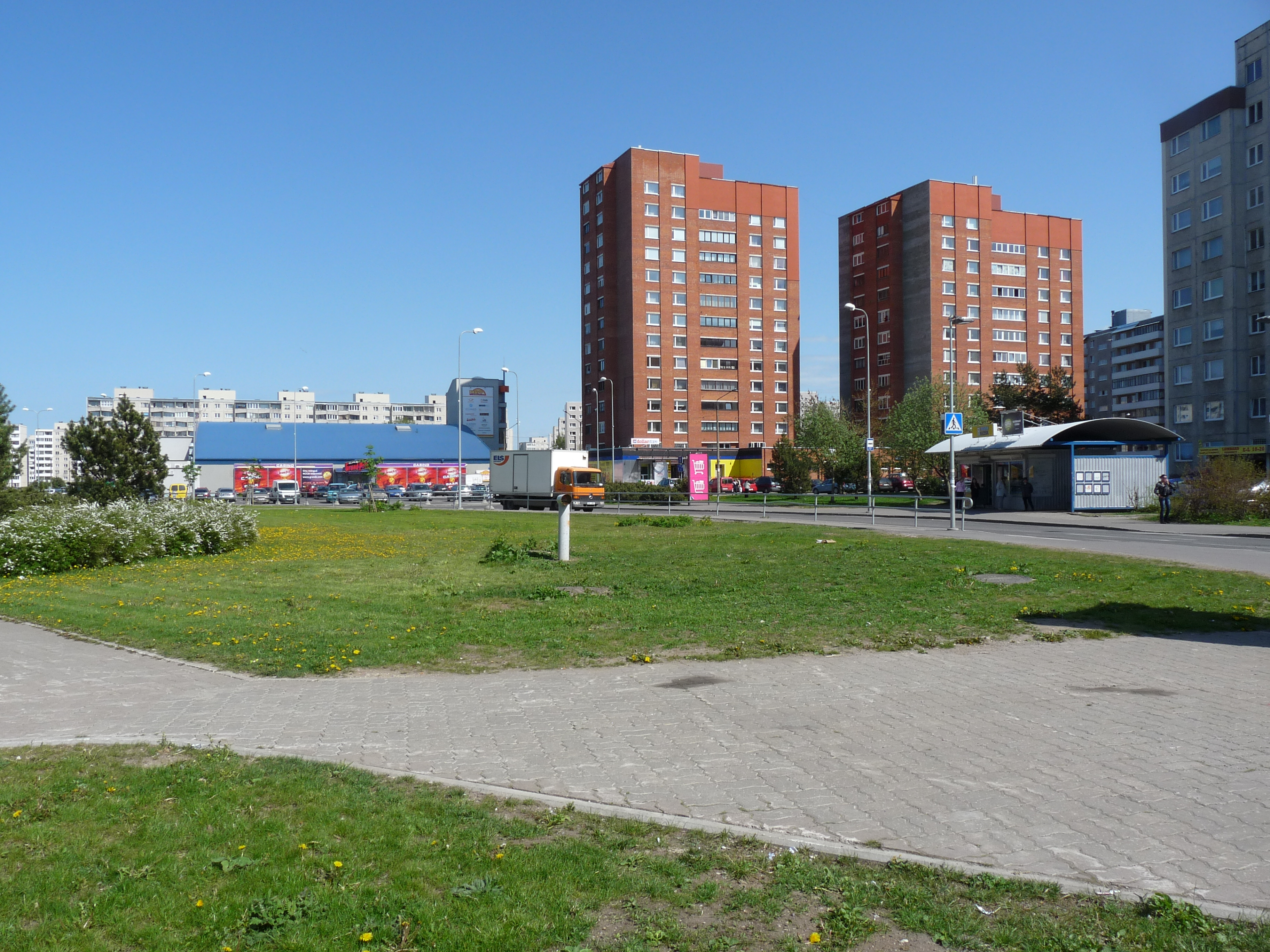